# Saga beieri
Saga beieri är en insektsart som beskrevs av Johann Heinrich Kaltenbach 1967. Saga beieri ingår i släktet Saga och familjen vårtbitare. Inga underarter finns listade i Catalogue of Life.